# Markus Brzenska
Markus Brzenska (* 25. Mai 1984 in Lünen) ist ein Fußballtrainer und ehemaliger deutscher Fußballspieler. Der Innenverteidiger stand zuletzt beim FC Viktoria Köln unter Vertrag.

## Karriere
Mit dem Fußballspielen begann Brzenska, Sohn aus Bytom stammender polnischer Einwanderer, beim BV Lünen 05. Im Sommer 1993 wechselte er im Alter von neun Jahren zur E-Jugend von Borussia Dortmund; dort durchlief er alle Jugendmannschaften und spielte in Jugendauswahlen des DFB.
Sein Bundesligadebüt gab Brzenska in der Saison 2003/04 im Auswärtsspiel des BVB beim FC Bayern München. Nach einem Platzverweis in der ersten Halbzeit war sein erster Einsatz beendet. Unter Trainer Bert van Marwijk wurde er als kopfballstarker Innenverteidiger zum Stammspieler. In der Rückrunde der Saison 2005/06 verdrängte er den damaligen Nationalspieler Christoph Metzelder aus der ersten Elf des BVB. Auch in der U-21-Nationalelf konnte Brzenska auf sich aufmerksam machen: In 15 Spielen erzielte er einen Treffer. In der Saison 2006/07 überzeugte er durch konstante Leistungen in der Dortmunder Innenverteidigung. In der Spielzeit 2007/08 wurde er in den ersten 14 Spielen noch elfmal eingesetzt, in der Folge kam er allerdings nur noch zu einem Kurzeinsatz am 20. Spieltag und spielte vornehmlich in der zweiten Mannschaft des BVB.
Im Sommer 2008 wechselte Brzenska auf Leihbasis für ein Jahr zum MSV Duisburg in die zweite Bundesliga und machte 33 Spiele für den MSV. Ab Juni 2009 lief er für Energie Cottbus auf, bei dem er einen Vertrag bis zum Sommer 2012 unterschrieb. Nachdem er sich dort als Stammspieler in der Innenverteidigung etabliert hatte, verlängerte er im April 2011 vorzeitig bis Juni 2014. Während des Zweitliga-Spiels des FC Energie Cottbus beim MSV Duisburg am 22. Juli 2011 (2:1) riss Brzenskas Achillessehne. Es folgten fünf Operationen in zwei Jahren, in denen er kein Spiel mehr bestritt.
In der Winterpause 2013/14 wurde Brzenska mitgeteilt, dass der Verein nicht mehr mit ihm plane. Zuvor war er mehrfach in die zweite Mannschaft berufen worden, um dort Spielpraxis zu sammeln. Er einigte sich daraufhin mit dem Verein auf eine Auflösung seines Vertrages und wechselte in die Regionalliga West zum FC Viktoria Köln, bei dem er auf seinen ehemaligen Cottbuser Trainer Claus-Dieter Wollitz traf. Sein Debüt für die Viktoria gab er am 25. Januar 2014 beim 2:2 im Heimspiel gegen Rot-Weiss Essen. Nach dem verpassten Aufstieg in die 3. Liga im Jahr 2017 beendete er seine aktive Karriere.
Brzenska deklarierte 2010 den Willen für die polnische Nationalmannschaft spielen zu wollen. Der damalige polnische Trainer Franciszek Smuda wollte seine Leistung prüfen und schloss eine Berufung nicht aus.
Zur Spielzeit 2016/17 kündigte Brzenska an, sich dem Kreisligisten GS Cappenberg unweit seiner Heimatstadt Lünen als Co-Trainer anzuschließen. Dort möchte er den Trainer Patrick Osmolski entlasten, den er schon aus seiner Jugendzeit beim BV Lünen 05 kennt.
Seit Januar 2018 ist Brzenska als Co-Trainer von Viktoria Köln tätig. Im Mai 2019 wurde er zunächst gemeinsam mit Cheftrainer Patrick Glöckner freigestellt. Nach dem Aufstieg in die 3. Liga wurde er jedoch im Juni 2019 erneut als Co-Trainer dem neuen Cheftrainer Pavel Dotchev zur Seite gestellt.

## Privates
Im März 2008 heiratete Brzenska seine langjährige Freundin. Er hat zwei Kinder.